# Stockdorf
Stockdorf ist mit rund 4000 Einwohnern der zweitgrößte Gemeindeteil der Gemeinde Gauting im Landkreis Starnberg in Oberbayern. Der Ort wurde erstmals 1279 als Besitz des Klosters Benediktbeuern erwähnt. Um 1800 wurde er nach Gauting eingemeindet und 1854 erhielt er einen Haltepunkt auf der Bahnstrecke München–Starnberg. Dadurch wuchs der Ort stark an und eine Künstlerkolonie bildete sich. Nach 1900 entstanden einige Industriebetriebe, die die Wasserkraft der Würm für Stanzmaschinen verwendete. Davon ist vor allem noch der Automobilzulieferer Webasto geblieben, der den Ort durch seine Bürogebäude dominiert. Der heutige Ort erstreckt sich beidseits der Würm und der Gautinger Straße.

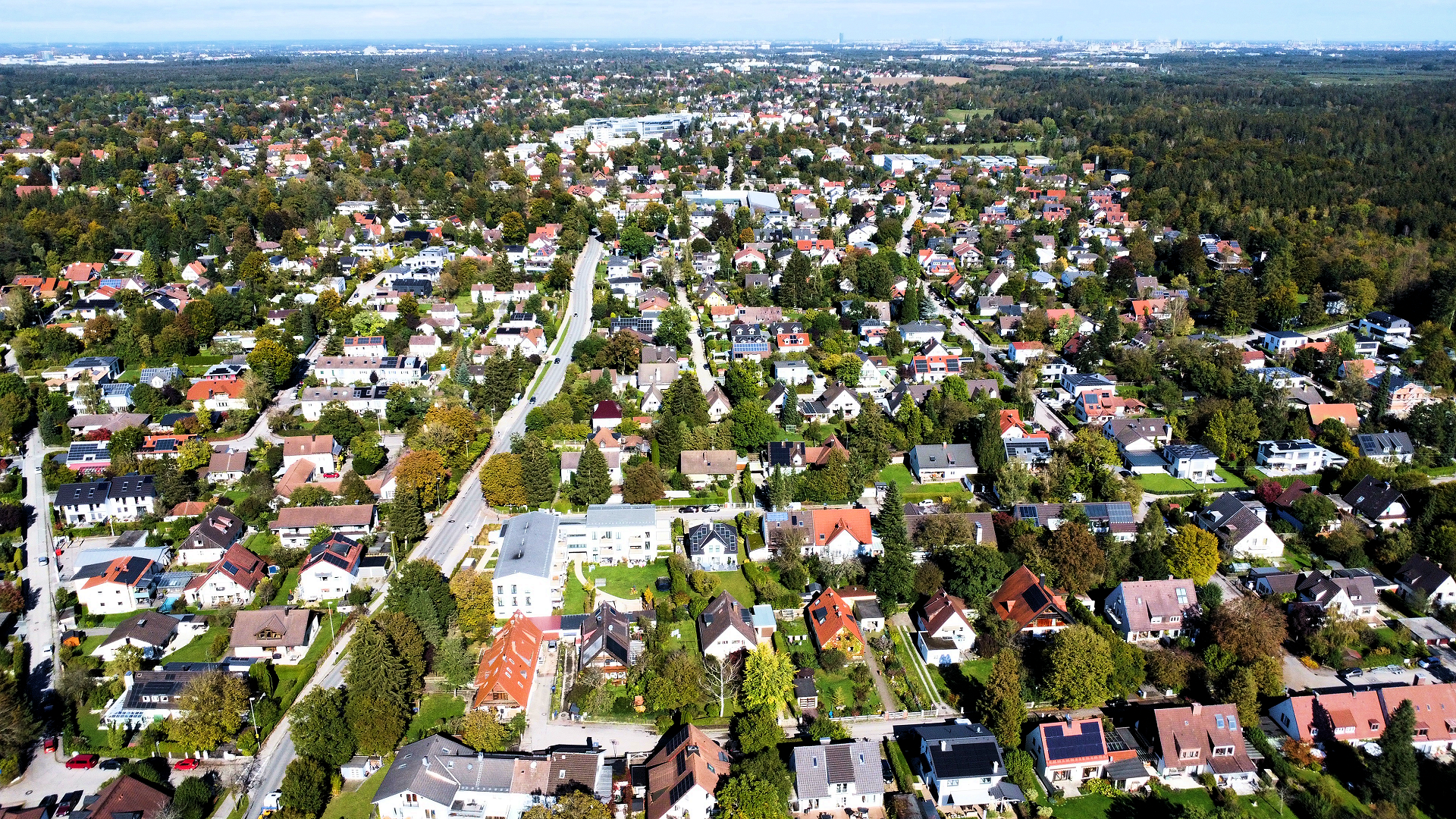
Blick auf Stockdorf von Südwesten mit der Gautinger Straße links der Bildmittelachse

## Geografie

### Geografische Lage
Stockdorf liegt an der Würm und bildet den Abschluss der durchgehend bebauten Fläche, die sich von München und Pasing aus über Gräfelfing, Planegg und Krailling entlang der Staatsstraße 2063 ins Würmtal zieht. Es liegt zwischen Forst Kasten im Osten, dem Grubmühler Feld im Süden, dem Kreuzlinger Forst im Westen und Krailling im Norden.

### Geologie
Stockdorf liegt innerhalb des Flussbetts der Würm nach der Würm-Kaltzeit. Hierbei führte die Würm als Gletscherfluss enorme Wassermassen aus dem Gletscher heraus. In Stockdorf sind die Ausläufer dieser Rinne noch gut zu erkennen. Der Untergrund in den Wäldern ist durch Kiesgebiete geprägt, die zum Teil abgebaut werden.

### Natur
Südlich des Ortes wurden Biber gesichtet. Diese sind Teil einer 60 bis 80 Tiere umfassenden Population an Würm und Isar. Zu ihrem Schutz erließ das Landratsamt teilweise Badeverbote. In der Würm gibt es eine Population der üblichen Flussfische wie etwa Aitel, Hechte oder Waller. Von letzterer Art holten Fischer Anfang 2021 drei Exemplare mit über 1,5 Meter aus der Würm.
Im Südosten liegt der Forst Kasten, der überwiegend aus Fichten-Monokulturen besteht. Dieser soll allerdings in den nächsten Jahren zu einem Mischwald umgebaut werden. Dieselbe Vegetation findet sich im Nordwesten im Kreuzlinger Forst. Im Wald am Grubmühlerfeld gab es Mitte 2020 Probleme mit Dirt Bikern, die Schanzen in den Wald gebaut hatten, die nach behördlicher Anordnung entfernt wurden.

## Geschichte

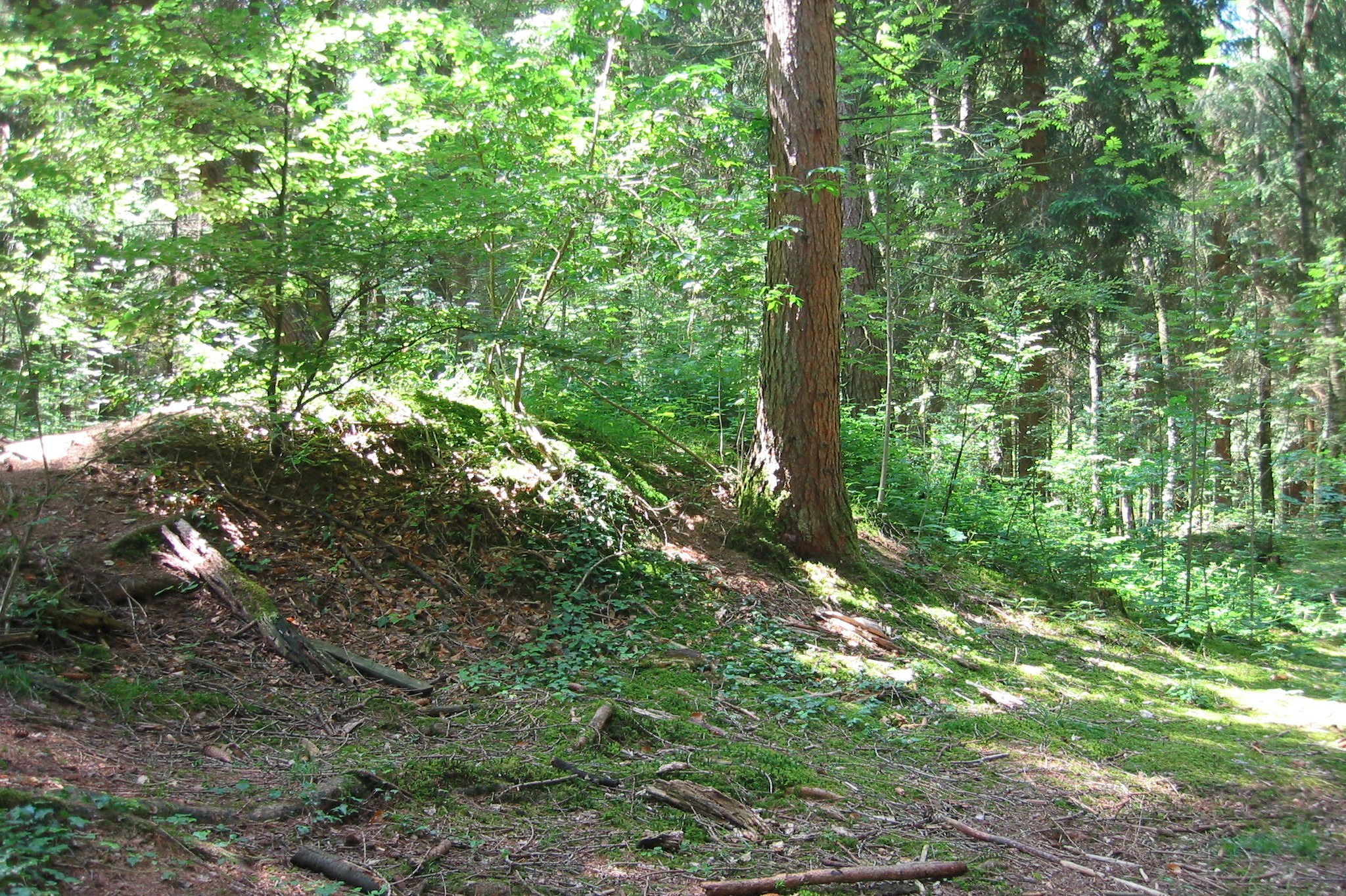
Hügelgrab aus der Hallstattzeit

S-Bahnhof Stockdorf mit durchfahrendem ICE

Die älteste Besiedlung wird durch ein Hügelgräberfeld der Hallstattzeit bezeugt. Um 1800 gab es 21 Grabhügel im Angerholz, von denen einige durch den Bau der Bahnstrecke 1854 beseitigt wurden. 1830 grub der Starnberger Forstmeister Freiherr von Metting zwei Grabhügel aus und fand ein Bronzebecken, ein Eisenschwert, Ringe sowie reich verzierte Radanhänger. Zusammen mit dem Gemeindeteil Buchendorf gehört Stockdorf zu den ersten Ausbausiedlungen der alten Römerstadt Gauting.

### Mittelalter
Der Gründungszeitpunkt der heutigen Besiedlung ist unklar, aber Josef Sturm ging aufgrund des Wortendes -dorf von einer Gründung in karolingischer Zeit aus. Den Vorderteil Stock- leitet er vom Wort ausstocken ab, was auf eine Rodung des Gebietes hinweist.
Erste urkundliche Erwähnung in einem Urbar des Klosters Benediktbeuern 1279 als Stochdorf. Vermutlich bezieht sich aber auch das schon 1241 erstmals in einer Besitzliste des Stiftes Dießen bekundete Staudorf (mhd. für Uferdorf) auf den Ort. Neuere historiographische Forschungen leiten den gegenwärtigen Ortsnamen von dem mittelalterlichen Stadelaren her, der bereits Mitte des 11. Jahrhunderts in den Chroniken der Benediktinerabtei Ebersberg auftaucht, zusammen mit Gutingen, was sich vermutlich auf Gauting bezieht.

### Neuzeit
Ende des 18. Jahrhunderts liegt es innerhalb des Hirschjagdparks, den der Bayerische Kurfürst Max Emanuel zwischen 1715 und 1745 für seine Parforcejagden anlegen ließ. Im November 1734 stürzte Kurfürst und spätere Kaiser Karl Albrecht bei der Verfolgung eines Ebers in Stockdorf beim Durchreiten der Würm in den Fluss und konnte sich nur mit Mühe in der großen Kälte nach Grubmühl retten. Die Szene – allerdings in sommerliche Jahreszeit verlegt – findet sich illustriert auf dem Gemälde von Peter Jakob Horemans in der Amalienburg.
Entweder 1818 oder schon 1808 im Zuge der Montgelas’schen Verfassungs- und Verwaltungsreform wird das damals aus gerade einmal sieben Häusern bestehende Dorf zu Gauting eingemeindet. Am 28. November 1854 wird die neue Pasing-Starnberg Eisenbahn von Ulrich Himbsel in Betrieb genommen, wodurch Stockdorf zum Haltepunkt wird. Mit der Einrichtung des Vorortverkehrs im Jahr 1902 bekam Stockdorf eine eigene Bahnstation, heute der S-Bahnhof Stockdorf an der S-6 München–Tutzing.
Nach der Ermordung des Ministerpräsidenten Kurt Eisner formierte sich auch in Stockdorf gegen die weiße Gegenrevolution eine proletarische Arbeiterwehr, die mit 50 Mitgliedern für den kleinen Ort recht groß war. 1933 wurde der Oberammergauer Kaplan Johannes Fellerer wegen seiner Warnungen vor dem drohenden Nationalsozialismus nach Stockdorf zwangsversetzt. Im Jahr 1938 wurde nicht nur ein Arbeiterwohnhaus in Stockdorf erbaut, sondern auch eine neue Würmbrücke.
Seit dem Ersten Weltkrieg hat sich Stockdorf zu einer Künstlerkolonie entwickelt, da zahlreiche Maler und Graphiker sich in dem Ortsteil niedergelassen haben, darunter auch der Landschaftsmaler Ernst Haider.

### Zweiter Weltkrieg
Am 8. November 1940 wurden drei Splitterbomben und eine Brandbombe über Stockdorf abgeworfen. Lediglich ein Wohnhaus wurde beschädigt; die anderen Bomben erwiesen sich als Blindgänger. Es kam zu keinen weiteren Abwürfen. Im Jahr 1944 wurde ein Schutzgraben errichtet, der allerdings grundsätzliche statische Anforderungen nicht erfüllte und so nicht verwendet wurde.
Am 27. April 1945 durchquerten Häftlinge des KZ Dachau auf ihrem Todesmarsch nach Süden den Ort. Einige Tage später deponierte die Waffen-SS Dynamit an der Würmbrücke, um sie zu sprengen. Dies wurde durch zwei Stockdorfer verhindert, die den Sprengstoff in die Würm warfen und untertauchten. Bereits am 30. April 1945 trafen die Amerikaner im Ort ein.

### Antrag auf Ausgemeindung
In den 1950er Jahren entstand unter den Stockdorfer Bürgern eine Bewegung, die nach der Trennung von Gauting und der Eingliederung in den Landkreis Starnberg als eigenständige Gemeinde verlangte. Kritikpunkte waren vor allem die Vernachlässigung des Ortsteils durch die Gemeindeverwaltung (erst Ende 1951 gab es eine ständige Verwaltungshilfsstelle) sowie der geringe Anteil Stockdorfer Politiker im Gemeinderat. 1952 gründete sich die Interessengemeinschaft Stockdorf, die 1953 einen formellen Antrag auf Ausgemeindung stellte, der von der FDP, BHE und der Schlesischen Landsmannschaft unterstützt wurde. Im selben Jahr kam es zu einer Volksbefragung, in der sich eine deutliche Mehrheit der Stockdorfer Bürger für die Ausgemeindung aussprachen. Das Landratsamt Starnberg und das Bayerische Innenministerium lehnten den Ausgemeindungsantrag 1954 jedoch ab.

## Neuere Entwicklungen

### Umbau des Webasto-Geländes
Im Juli 2015 begann der Umbau des Webasto-Geländes, der vom Gräfelfinger Architekten Achim Hoffmann geplant wurde. Im Mai 2018 wurde der erste Neubau mit einem markanten Flugdach eingeweiht. Seit Mitte 2019 werden die anderen Gebäude abgerissen, die südlich des Neubaus an der Gautinger Straße stehen. Diese sollen durch einen weiteren Neubau mit einer mehrgeschossigen Tiefgarage ersetzt werden. Für die Mitarbeiter wurde in der Fleckhamer Straße ein Containerbüro errichtet.

### Quartierplanung
Die Eigentümer der Stanz Schmidt GmbH planen ihr Firmengelände zu verlegen. Das frei werdende Grundstück und anliegende Grünflächen entlang der Würm umfassen insgesamt drei Hektar. Von der Gemeinde Gauting wurden im März 2023 Informationsveranstaltungen abgehalten, um die Bevölkerung einzubinden. Die Eigentümer machten 245.000 Euro als Wettbewerbssumme für einen Architekturwettbewerb frei. Auf der planbaren Fläche soll eine Mischung aus Wohnungen und Gewerbe sowie ein durchgängiger Fußweg an der Würm entstehen. Vor der Entscheidung im Wettbewerb Ende Juli kam es zu einer Sammlung von ca. 1000 Unterschriften, die sich gegen eine Bebauung aussprachen. Den Wettbewerb gewannen MLA+ und Grieger, Harzer Dvorak Landschaftsarchitekten. Nach diesem Entwurf soll sich Gewerbe und bezahlbarer Wohnraum auf der Ostseite der Würm befinden und auf der Westseite bis auf ein Gebäude das Uferbiotop erhalten werden.

### Straßenumbenennung
Anfang Juni 2023 wurden zwei Straßen umbenannt: Die Zugspitzstraße wurde aufgrund einer gleichnamigen Straße in Gauting in Wettersteinstraße umbenannt. Dadurch sollen Rettungsdienste direkt in die richtige Straße fahren. Die Max-Dingler-Straße wurde aufgrund seiner NS-Vergangenheit in Oskar-Maria-Graf-Straße umbenannt. Die Änderungen waren bereits im Juli 2022 vom Gemeinderat beschlossen worden.

## Verkehr

### Bahnhofsumbau
Im Jahr 2015 gab es eine Bürgerinitiative zur Umgestaltung des Bahnhofs. Organisiert wurde diese von Ulla Ottmar, der Vorsitzenden des Seniorenbeirats. Ein Umbau wurde möglich, als die Gautinger Bürgermeisterin Brigitte Kössinger ihre Kontakte zu Innenminister Joachim Herrmann einsetzte und das Projekt auf die Ausbau-Agenda für 2017 beförderte. Im Sommer 2017 wurde der Bahnhof für 4,5 Millionen Euro umgebaut. Der Aufgang zum Bahnhof wurde von der Südseite auf die Westseite verlegt. Der Bahnsteig wurde erhöht, sodass kein Höhenunterschied zum Zug mehr besteht. Außerdem wurde ein höheres, aber auch kürzeres Dach montiert. Im Dezember 2018 wurde schließlich der Personenaufzug eingebaut. Hierdurch wurde die eigentlich angestrebte Barrierefreiheit erreicht.

### MVV-Tarifreform
Mit der Tarifreform des MVV, die seit Anfang 2020 in Kraft ist, rückte Stockdorf von Zone 1 in die Zone München. Fahrgäste benötigen seither bei Verwendung der Streifenkarte nur noch halb so viele Streifen.
| Linie | Linienverlauf |
| ----- | --- |
| S6    | Tutzing – Feldafing – Possenhofen – Starnberg – Starnberg Nord – Gauting – Stockdorf – Planegg – Gräfelfing – Lochham – Westkreuz – Pasing – Laim – Hirschgarten – Donnersbergerbrücke – Hackerbrücke – Hauptbahnhof – Karlsplatz (Stachus) – Marienplatz – Isartor – Rosenheimer Platz – Ostbahnhof – Leuchtenbergring – Berg am Laim – Trudering – Gronsdorf – Haar – Vaterstetten – Baldham – Zorneding – Eglharting – Kirchseeon – Grafing Bahnhof – Grafing Stadt – Ebersberg |

## Einwohner
Entwicklung der Einwohnerzahlen von Stockdorf:
| Jahr | Häuser | Einwohner |
| ---- | ------ | --------- |
| 1430 | 8      | 40–50     |
| 1504 | 10     |           |
| 1803 | 7      |           |
| 1819 | 9      |           |
| 1825 | 10     | 53        |
| 1840 | 9      | 64        |
| 1861 | 25     | 76        |
| 1871 |        | 92        |
| 1885 | 24     | 161       |
| 1900 | 29     | 238       |
| 1925 | 117    | 750       |
| 1931 |        | 862       |
| 1950 | 234    | 1785      |
| 1961 | 508    | 2917      |
| 1970 |        | 3449      |
| 1987 | 833    | 3503      |
| 2006 |        | 3603      |
| 2020 |        | 4013      |
| 2024 |        | 4164      |

## Kultur

### Kirchen

#### Evangelische Apostelkirche
Die evangelische Apostelkirche (Peter-Dörfler-Str. 14) ist ein schlichter kubischer Sichtbetonbau mit angrenzendem L-förmigen Pfarrhaus und wurde 1959 von Jakob Semler und Jakob Haider errichtet. Die Außenwand ist unverziert bis auf ein Betonrelief von Karlheinz Hoffmann, das den Wandel des Petrus auf dem Wasser darstellt. Unter der Inneneinrichtung ist insbesondere das Tauffenster von Rupprecht Geiger hervorzuheben.

#### Alte Kirche St. Vitus

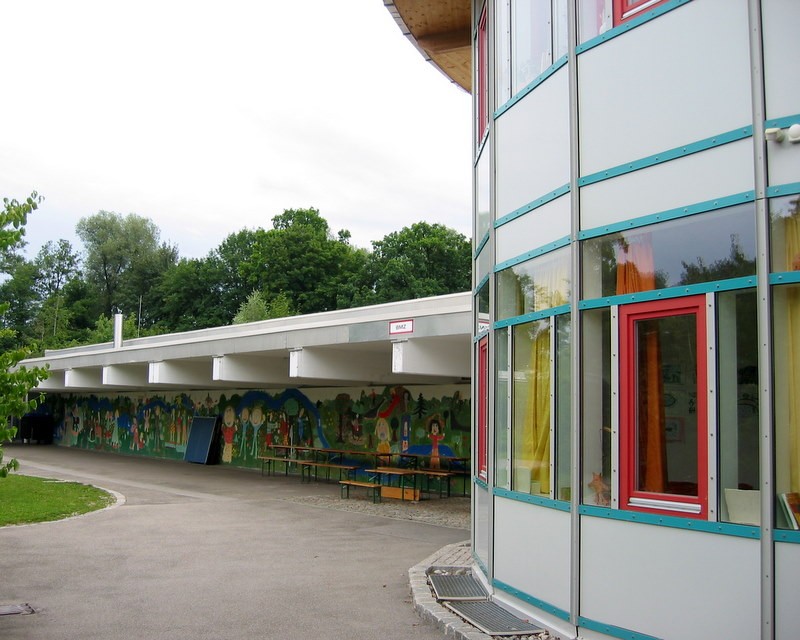
Grundschule Stockdorf

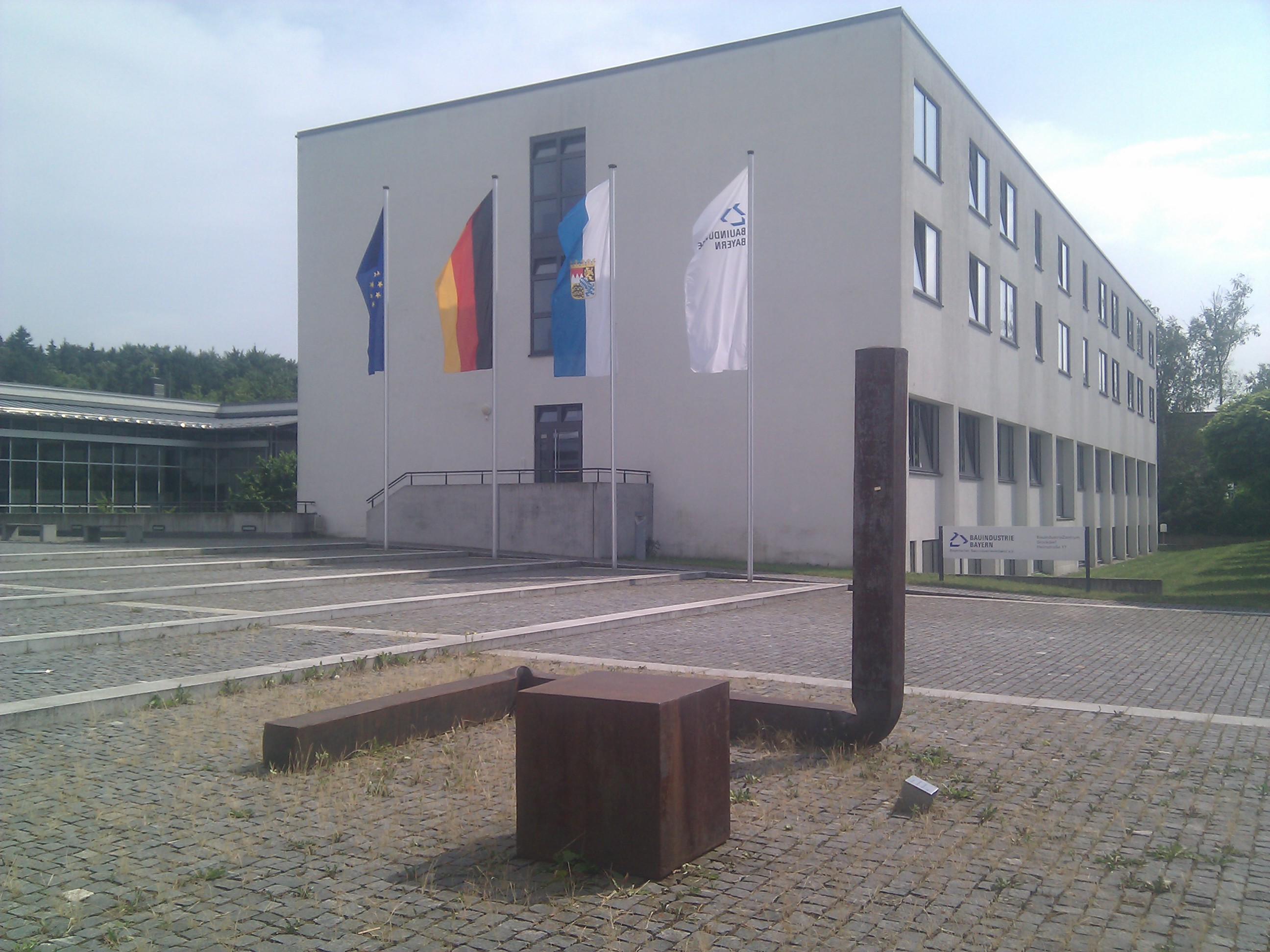
Alf Lechner: Line, Körper, Raum. Stahl geschmiedet, 1998. Vor dem BauindustrieZentrum Stockdorf

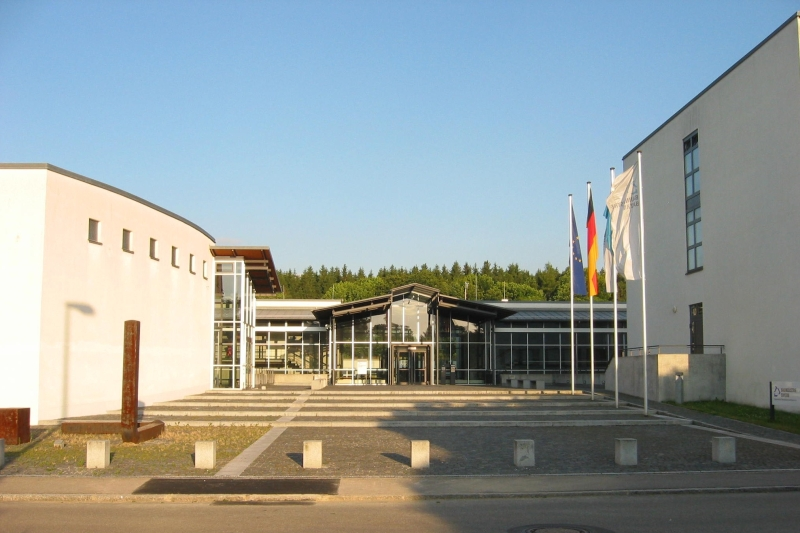
BauindustrieZentrum Stockdorf

Die Alte Kirche St. Vitus (Bahnstr. 12) zu Ehren des hl. Vitus wurde bereits 1315 in der Konradinischen Matrikel als eine von drei Tochterkirchen Gautings genannt. Schon seit dem 16. Jahrhundert wurde jedoch immer wieder ihr schlechter Erhaltungszustand kritisiert und schließlich wurde sie Mitte des 19. Jahrhunderts abgerissen. Das heutige Gotteshaus mit Sattelturm wurde 1857 errichtet. Im Inneren findet man seit 1968 das Monumentalfresko Christus als Weltenrichter von Karl Manninger.

#### Katholische Pfarrkirche St. Vitus
Für die 1949 selbständig gewordene Pfarrei wurde 1953 von Hans Heps die neue Pfarrkirche St. Vitus (Waldstr. 28) errichtet; bemerkenswert ist das tief heruntergezogene Satteldach. An der Ostfassade befindet sich ein Wandgemälde von Erich Schickling. Altartisch, Apostelleuchter und Kreuzweg wurden von Johannes Dumanski und Hans Kreuz gestaltet. Die drei Glocken wurden von Otto, Wilhelm und Lina Baier gestiftet. Seit 2016 gehört die Gemeinde zusammen mit der Pfarrei Planegg zum „Pfarrverband im Würmtal“.

### Schulen

#### Alte Schule
Bis zum Bau einer eigenen Schule gingen die Stockdorfer Kinder nach Gauting zur Schule. Am 10. November 1907 beschloss der Gautinger Gemeinderat die Einrichtung einer Schule. Nach Zustimmung der Königlichen Regierung von Oberbayern 1908 wurde die Schule am 10. Oktober 1910 als katholische Bekenntnisschule in der Schulstraße (heute Mitterweg 34) eröffnet. Zur Schule gehörte eine Lehrerstelle, die noch mit dem Organistendienst für St. Vitus verbunden war. Ab dem 19. Juni 1937 wurde die Schule zu einer Volksschule. Seit 1992 befindet sich in den Räumlichkeiten das Eltern-Kind-Programm e. V. (EKP) mit Hort und Angeboten für Familien.

#### Grundschule an der Würm
Die Grundschule an der Würm (Zugspitzstr. 17) wurde 1954 von Immanuel Kroeker erbaut und 1968 erweitert. Im Jahr 1991 wurde der Altbau abgerissen und durch einen Neubau ersetzt. Ab dem Jahr 2022 wurden die Gebäude nach Plänen von Architekt Peter Bausback saniert. Auf dem Pausenhof befindet sich eine theaterähnlich Tribüne. Im Jahr 2023 lernten dort 240 Schüler.

#### BauindustrieZentrum
Im Jahr 1937 wurde in der Heimstraße von Willi Lorch die Lehrwerkstätte des Bayerischen Baugewerbeverbandes (Heimstr. 17) errichtet. Diese wurde 1940 wurde um eine Ausbildungswerkhalle ergänzt, die von den Lehrlingen selbst gebaut wurde. In den 1990er Jahren wurde das Gebäude erweitert und 1999 als BauindustrieZentrum Stockdorf eingeweiht.

### Vereine

#### Männergesangsverein
Im Jahr 1885 wurde der Männergesangsverein als erster Verein Stockdorfs von Arbeitern der Metallschlägerei gegründet. Im Jahr 1901 trennten sich die Kraillinger und gründeten den MGV Frohsinn Krailling. Während der Weltkriege kam das Vereinsleben zum Erliegen. So wurde der Verein zuletzt 1949 neu gegründet und erhielt 1985 die Zelter-Plakette. Zum Jubiläum 2010 gab es große Nachwuchssorgen, weshalb sich der Verein ein Jahr später auflöste.

#### Freiwillige Feuerwehr
Die Freiwillige Feuerwehr wurde am 1. November 1890 gegründet. Im Jahr 1902 wurde neben der alten Kirche ein Feuerwehrhaus gebaut, in dem Schläuche und einfache Geräte gelagert wurden; 1924 wurde noch eine Sirene auf dem Dach montiert. Im Jahr 1975 zog die Feuerwehr in das jetzige Gebäude (Bahnstraße 24) um. Im Jahr 2015 hatte die Feuerwehr 70 aktive Mitglieder, davon 20 Mitglieder in der Jugend. An Fahrzeugen hat die Wache einen Mercedes Vito Einsatzleitwagen, ein Mehrzweckfahrzeug, ein Löschgruppenfahrzeug und ein Tragkraftspritzenfahrzeug – Wasser. Seit 2001 unterhält die Wache einen First-Responder.

#### TV Stockdorf 1911 e. V.
Im Jahr 1911 wurde der Turnverein von drei Stockdorfern gegründet und bis zum Ersten Weltkrieg in einer Remise trainiert. Nach dem Krieg wurde 1921 ein Sportplatz an der Waldstraße bezogen, zu dem noch eine Holzbaracke als Turnhalle hinzukam. Aufgrund von Kreditschulden musste sich der Verein 1936 auflösen. Das Gelände ging an die Gemeinde Gauting und wurde in der NS-Zeit von Hitlerjugend und SS genutzt. Schließlich wurde der Verein 1949 neu gegründet. Heute befindet sich das Vereinsgelände an der Maria-Eich-Str. 25 am Westrand von Stockdorf und hat acht Sportabteilungen.

## Baudenkmäler

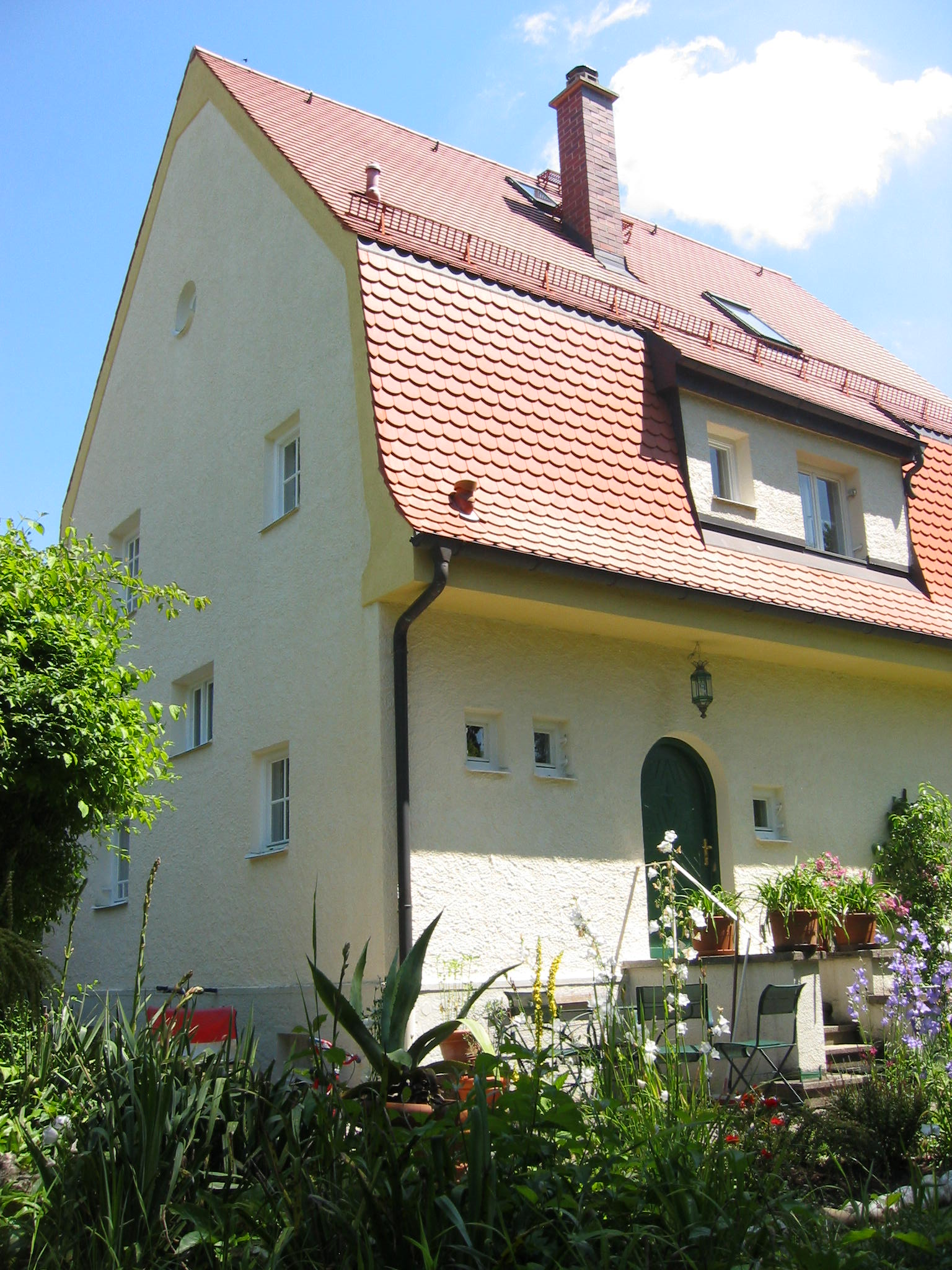
Einfamilienhaus im Reformstil, 1905–1910

Mittlerweile sind fast alle Häuser, die vor 1850 entstanden sind, abgerissen worden. Nur noch das Haus Nr. 1 1/2, heute Bahnstraße 7, lässt sich im Kern noch auf das erste Drittel des 17. Jahrhunderts zurückführen.
Seit dem Bau der Eisenbahn besteht das ehemalige Schrankenwärterhaus der Bahnlinie Pasing-Starnberg, zweigeschossiger kleiner Backsteinbau mit überstehendem Satteldach, um 1853/54.

### Villenviertel
Stockdorf besitzt eine Reihe denkmalgeschützter Villen und Wohnhäuser aus der Zeit vor dem Ersten Weltkrieg, die allesamt im Sinne der Heimatschutzbewegung in einer zurückhaltenden und harmonischen Formensprache gehalten sind und in der Regel von ortsansässigen Baumeistern wie zum Beispiel Bernhard Schießl oder August Hörmann entworfen wurden. Dadurch entstand ein einheitliches Ortsbild, wovon heute aufgrund der starken baulichen Verdichtung und den zahlreichen Neubauten nur noch wenig zu spüren ist.
- Bennostraße 6/8: Doppelhaus-Villa, Mansarddachgeschoß mit Atelierfenster, um 1905/10.
- Kreuzweg 4: Einfamilienhaus im Reformstil mit Mansarddach und typischen Landhausgarten, um 1905/10.
- Villen von Bernhard Schießl im Stil des reduzierten Historismus, 1906–1910: Zumpestraße 2 (Türmchen-Villa mit Walmdachrisaliten und Wandbild an der Ostfront, erbaut für Johann Engert), Tellhöhe 5 und 7 (Türmchenvillen, Nummer 7 erbaut für M. Henneberger), Zweigstr. 2 (Mansardenvilla mit Erker)
- Bahnstraße 36: modern-barockisierende Gartenvilla mit Mansarddach, erkerartigen Eckausbildungen und Zwerchgiebeln von A. von Schorn aus dem Jahr 1910.

Das Gebäude Kreuzweg 4a wurde um 1910 erbaut und war Sitz eines Bauunternehmens. Ab 1918 beherbergte es das „Café Stockdorf“ mit Ausschank. Danach zog 1929 der Volkssänger Toni Hermann als „singender Wirt“ ein. Von 1989 bis 2023 befand sich dort das italienische Restaurant „Al Castagno“. Das Gebäude steht nicht unter Denkmalschutz.

## Wirtschaft

### Ehemalige Gewerbe
Im Jahr 1907 gründete Hermann Wiegand in der Bahnstraße 35 eine Maschinenfabrik. Besonders schnelldrehende Bohrmaschinen wurden produziert. Im Jahr 1921 benannte Wiegand das Unternehmen in „Stockdorfer Motorenwerke“ um und begann Motorräder zu produzieren. Bereits 1923 hatte das Unternehmen 114 Mitarbeiter, allerdings nahm deren Zahl in der Weltwirtschaftskrise wieder ab und das Unternehmen löste sich am 30. Juni 1939 auf. Das Gebäude steht noch und ist von der Bennostraße aus erkennbar.
Am 1. Juni 1942 zog die Stockdorfer Quarzkeramik auf das frei gewordene Grundstück von „Stanz-Schmidt“. Dort wurden piezoelektrische Quarze und elektrische Bauelemente hergestellt. Im Jahr 1959 waren dort 150 Personen beschäftigt. Das Unternehmen wurde nach ihrem Verkauf an die KVG GmbH 1997 geschlossen. Auf dem Gelände wurde 2007 der Bau eines Einkaufszentrums genehmigt. Es wurde ein Edeka mit angeschlossener Apotheke und großem Parkplatz gebaut.
Der Fabrikant Franz Xaver Maier erwarb 1929 eine stattliche Neobarock-Anlage in der Zumpestraße 1. Maier besaß ein Unternehmen für Friseurbedarf und Dauerwellenzubehör, von den Stockdorfern wurde er deswegen „Dauerwellenmaier“ genannt und ihm fälschlicherweise die Erfindung der Dauerwelle zugeschrieben. Nachdem der Betrieb im Kaufhaus Uhlfelder in München ausgebombt worden war, verblieb ein Teilbetrieb im Keller der Stockdorfer Villa, der aber in den Nachkriegsjahren aufgegeben wurde.

### Webasto

Webasto-Zentrale Stockdorf

Das bekannteste Unternehmen ist der Automobilzulieferer Webasto, ein Akronym von „Wilhelm Baier Stockdorf“. Der Gründer verlegte das Unternehmen 1907 in den Ort. Er und seine Nachkommen erweiterten das Gelände, weshalb sogar zweimal die Gautinger Straße verlegt wurde. Etwa 1000 der rund 14.000 Mitarbeiter arbeiten am Standort Stockdorf. Hier sitzt die Hauptverwaltung und das Testing etwa für Autodächer. Das Unternehmen produziert Autodächer, Heizsysteme und seit 2017 auch Ladetechnik für Elektrofahrzeuge. Es hatte 2021 einen Umsatz von 3,7 Mrd. Euro. Bis 2022 wurden zwei große Bürogebäude errichtet.

### Sonstige
Im Jahr 1907 übernahm der Bäcker Johann Harter, die drei Jahre zuvor gegründete „Bäckerei Staffinger“. Nach dessen Tod 1930 übernahm sein Sohn Ludwig Harter den Betrieb. Während des Zweiten Weltkriegs unterstützte er arme Familien und deren Kinder. Die Bäckerei wurde von der Familie weiter betrieben und 1995 zur Konditorei mit Café erweitert. Das Unternehmen wird in fünfter Generation weiter geführt.
In der ehemaligen Gautingerstraße 121 (heute 23) befand sich zunächst eine Nagelschmiede. Das Gelände wurde 1929 von Hanns Willy Schmidt gekauft, der sein Unternehmen 1924 in Thalkirchen gegründet hatte. Das Werk stellte Preß-, Stanz- und Ziehartikel her und wurde als „Stanz-Schmidt“ bekannt. Es zog 1940 in das ehemalige Gelände der Goldschlägerei aus Grubmühl an der Gautinger Straße 2–4. Es besteht heute noch fort unter dem Namen SHN Stanz Schmidt GmbH & Co. KG und hat 90 Mitarbeiter an zwei Standorten. Vor dem Bau des neuen Wohnquartiers (siehe oben) wird das Unternehmen in das Gewerbegebiet Gauting ausweichen.
In der Wanneystraße 10 befindet sich eine Stelle der Abteilung TA des Bundesnachrichtendienstes, die bis 2014 den Tarnnamen Bundesstelle für Fernmeldestatistik trug.

## Persönlichkeiten
- Sophie Menter (1846–1918), Pianistin und Musikpädagogin, lebte in Stockdorf (1905–1917)[80]
- Franz Kampers (1868–1929), Mediävist, starb in Stockdorf.
- Felix Schwormstädt (1870–1938), Zeichner, lebte (1906–1931) in der Villa Bahnstraße 25[81]
- Rudolf Buttmann (1885–1947), Mitglied der Thule-Gesellschaft und NSDAP (Nr. 4), Landtags- und Reichstagsabgeordneter, Generaldirektor der Bayerischen Staatsbibliothek, lebte in Stockdorf
- Ernst Haider (1890–1988), Maler, lebte von 1928 bis zu seinem Tod in der Künstlerkolonie[82]
- Maximilian Vitus (1897–1968), Schreiber von Volkstheater-Stücken, lebte bis zu seinem Tod in Stockdorf
- Robert Rabold (1899–1974), Künstler der Glasgemälde in der Münchener Frauenkirche, lebte in Stockdorf
- Lorenz Vilgertshofer (1900–1998), Landwirtschaftsstaatssekretär a. D., verbrachte sein Leben in Stockdorf
- Edith Fleissner-Plischke (1900–1957), Malerin und Grafikerin, Mitglied der Prager Secession, lebte nach ihrer Flucht ab 1946 in Stockdorf
- Walter Baier (1907–1997), Enkel des Gründers und Geschäftsführer von Webasto, lebte ab seiner Jugend im Ort
- Emil Vierlinger (1909–1984), Radiomoderator und früher Nockherberg-Moderator, lebte bis zu seinem Tod in Stockdorf
- Wolfgang Büttner (1912–1990), Bayerischer Staatsschauspieler und Synchronsprecher, lebte zusammen mit seiner Ehefrau Eleonore Noelle (1924–2004), ebenfalls Schauspielerin und Synchronsprecherin, in Stockdorf.
- Hansi Knoteck (1914–2014) und Viktor Staal (1909–1982), Schauspielerehepaar; lebten zeitweise in Stockdorf
- Dietz Otto Edzard (1930–2004), Altorientalist und Professor, lebte in Stockdorf
- Mathilde Berghofer-Weichner (1931–2008), ehemalige Bayerische Justizministerin, lebte in Stockdorf.
- Claus Roxin (1931–2025), Rechtswissenschaftler und bedeutender Dogmatiker des Strafrechts, lebte in Stockdorf
- Wladimir Woinowitsch (1932–2018), russischer Satiriker, lebte in den 1980er Jahren in Stockdorf, wo er auch seinen Roman Moskau 2042 schrieb.
- Peter Rubin (* 1942), Schlager-Musiker, Sänger und Moderator, wohnt in Stockdorf, wo er ein Studio hat
- Werner Baier (* 1943), Geschäftsführer von Webasto von 1975 bis 1995
- Susanne Betz (* 1959), Autorin von historischen Romanen, wohnt seit 2001 in Stockdorf
- Florian Gallenberger (* 1972), Preisträger des Kurzfilm-Oscars 2001 (Quiero ser), wuchs in Stockdorf auf